# Saal (Vorpommern)
Saal ist eine Gemeinde im Landkreis Vorpommern-Rügen in Mecklenburg-Vorpommern (Deutschland). Sie wird vom Amt Barth mit Sitz in der gleichnamigen Stadt verwaltet. Die Gemeinde Saal ist seit 2018 als Erholungsort staatlich anerkannt.

## Geografie
Zwischen Ribnitz-Damgarten und Barth gelegen, mündet nahe Saal der Saaler Bach in den Saaler Bodden, der einen Teil der Darß-Zingster Boddenkette bildet.

## Landschaft
Saal, liegt an der Südostküste des Saaler Boddens und ist bekannt durch die einmalige Landschaft mit ihren Naturschönheiten und Erholungsmöglichkeiten. Weite Wasserflächen im Norden und Westen sowie ausgedehnte Mischwaldflächen im Süden und Nordosten umgeben das Gemeindegebiet.

## Gemeindegliederung
Zu Saal gehören die Ortsteile:
| - Bartelshagen II - Hermannshagen-Dorf - Hermannshagen-Heide - Hermannshof - Hessenburg | - Kückenshagen - Neuendorf - Neuendorf-Heide - Neuhof - Saal (Kernort) |

Nach dem Dreißigjährigen Krieg bis zum Jahr 1815 gehörte die Gegend zu Schwedisch-Pommern und danach zur preußischen Provinz Pommern.
Die Gemeinde war dann bis 1952 Teil des Landkreises Franzburg-Barth und gehörte danach bis 1994 zum Kreis Ribnitz-Damgarten im Bezirk Rostock. Seit 1990 gehört Saal zum Land Mecklenburg-Vorpommern.
Am 1. Januar 2014 wurde die Gemeinde Bartelshagen II mit ihren Ortsteilen Bartelshagen II, Hermannshagen Heide, Hermannshof und Neuhof nach Saal eingemeindet.

## Geschichte
Die erste Erwähnung Saals finden wir in einer Urkunde der Stadt Barth von 1255. Zu jener Zeit existierte schon eine verlassene slawische Burganlage an der Mündung des Saaler Baches in den heutigen Saaler Bodden. Bei der Burganlage dürfte es sich um die Stekeborg oder Stekenborg handeln. In all den Zeiten, in denen die Burganlage bewirtschaftet war, hatte der Bodden noch einen freien Zugang zur Ostsee. Die Lage, gleichwohl versteckt als auch mit der Möglichkeit beschaffen, den weiten Boddenraum zu überwachen, war strategisch wertvoll.
Die Bevölkerung setzte sich um 1255 aus eingessenen Slawen, zugewanderten Westfalen und Dänen zusammen. Die erste Kirche bestand zu jener Zeit schon, war aber gänzlich aus Holz und dem „Heiligen Kreuz“ geweiht. Die heutige Kirche, Anfang des 14. Jahrhunderts errichtet, besteht aus Backstein und ist ein Zeugnis der hohen Bauqualität in der Frühzeit der norddeutschen Backsteingotik. Der freistehende hölzerne Glockenturm entstand im Jahre 1475 und fand seine Würdigung im heutigen Wappen der Gemeinde.
Im 13. Jahrhundert war die nach dem Ort benannte Vogtei „Sale“ eine der zwölf Vogteien des Fürsten von Rügen. Saal war Sitz des Vogtes und somit Verwaltungszentrum, Marktstätte und Gerichtsort der Provinz, zu dem noch zwölf weitere Dörfer gehörten. Später verlor Saal an Bedeutung und Barth und Damgarten übernahmen diese Rolle. Nach dem Jahr 1326 gehörte es zum Herzogtum Pommern, ab 1815 zur Provinz Pommern und Land Mecklenburg.
2005 beging Saal ihre 750-Jahr-Feier mit einem historischen Umzug und großem Dorffest. Eine Dorfchronik erscheint und erzählt von den Menschen und ihrer Geschichte, die sie erlebten und gestalteten: „Die Gemeinde Saal kann auf eine reiche Geschichte verweisen. Der kleine Ort am Bodden, in Vorpommern gelegen, hatte wirtschaftliche Höhen und Niedergänge erlebt, war beachtet und vergessen. Die Saaler jedoch sind geblieben, was sie immer waren: Ein wenig stur, ein wenig eigensinnig, immer aber liebenswert und bodenständig. Sonst hätten sie vermutlich auch nicht so achtungsvoll den Stürmen der Zeit widerstanden.“

### Ortsteile
- Hermannshagen-Dorf: Die Ortschaft wurde geprägt vom Gut des Rittmeisters[5] Felix Baron von Quernheim mit 201 ha.[6] Die anderen Bauernhöfe, auch Bürgermeisterei und Ausbau, waren zwischen 31 und 45 ha groß. Zum Ort gehörte die Gemarkung Fuhlendorf Haide, mit dem 18 ha Hof der Familie Otto Brümmer, in der ersten Hälfte des 20. Jahrhunderts als amtlich erfassten landwirtschaftlichen Betrieb.
- Hermannshagen Heide: Nach einer königlich preußischen Ordensliste war Ende des 19. Jahrhunderts Schulze Vierk der Bürgermeister von Hermannshagen Heide.[7]
- Hermannshof: Um 1900 entstand das Gutshaus und in den 1930er Jahren wurde die Domäne aufgesiedelt. Um 1937 befand sich das Restgut im Besitz von Felix Baron von Quernheim. Es wurde zu Wohnzwecken genutzt.[8] In Hermannshof bestanden die vier Höfe der Familien F. Bäsell, W. Dinse, H. Graf und Otto Utpatel.[9]
- Hessenburg: Der Ort hieß bis 1840 Schlechtmühle(n). Im 14. Jahrhundert gehörte der Ort einer Seitenlinie des Rügischen Fürstenhauses, der Familie von Gristow. 1740 starb diese Familie aus.[10] Der Wunsch der briefadeligen Familie Hesse von Hessenburg zur Umbenennung in Hessenburg[11] wurde durch den preußischen König stattgegeben.[12] Domainenpächter Gustav Lorenz Vollrath Hesse-Redebass begründete dieses spät nobilitierte Adelsgeschlecht[13] und gründete umgehend einen Familienfideikommiss zur Erbregelung des Besitzes. 1914 hieß der Rittergutsbesitzer Gerd von Hesse-Hessenburg. Bis zur Bodenreform war Hessenburg ein Rittergut des Vollrath von Hesse-Hessenburg, 578 ha, davon 139 ha Waldbesitz.
- Kückenshagen: Anno 1626 übernahm der Geheime Rat und Kanzler der Wolgastischen Regierung Philipp von Horn-Schlatkow den umfangreichen Besitz des Bogislaff von Krakevitz, dazugehörten neun Hufen in Kückenhagen.[14][15] Seit 1881 gehörte Wilhelm Albrecht als Gutsbesitzer der Hof. Das Dorf hatte vor der Bodenreform noch immer ein Gut, das der Familie der Albrecht`schen Erben, Verwalter Otto Albrecht. Man betrieb eine Fohlenzucht.
- Neuendorf und Neuendorf-Heide:[16][17] Der Hof Neuendorf war fiskalischer Besitz, Pächterin Erika Edzardi. Als Verwalter war Administrator Meditsch tätig. Administratoren wurden zumeist von den Kreditgebern der Landwirtschaftsbanken bei pekuniären Verbindlichkeiten vorgegeben. In Neuendorf am Saaler Bodden befindet sich ein zweigeschossiges Herrenhaus aus Backstein mit zwei angedeuteten Seitenflügeln. Vermutlich handelt es sich um ein Gebäude aus dem späten 19. Jahrhundert. Teile der Gutsanlage und der Restbestand eines Parkes sind erhalten. Das Gut gehörte bis 1945 wohl der Familie von Schönermark.[18]
- Neuhof: Das einst im Ort befindliche Gut war vormals ein Besitz[19] der rügenschen Familie von Behr. Spätestens 1701 gelangte Neuhof durch Heirat der Gutsbesitzerstochter Margarete Anna von Behr-Hugelsdorf (1685–1752) mit Hans-Jürgen von Gadow (1674–1751) in das Eigentum der Familie von Gadow. Neuhof blieb Pertinenz und gehörte zu einem Güterkomplex mit Drechow und Hugelsdorf. Der Urenkel, Rechtsritter des Johanniterordens, Adolf von Gadow,[20] Bruder des August von Gadow-Drechow, erbt Hugelsdorf mit Neuhof. Seine Ehefrau war Luise Gräfin Krag-Juel-Wynd-Frys. Nachfolger als Gutsherr wurde Hans von Gadow, liiert mit Utta Freiin von Wintzingerode. Als Hauptwohnsitz diente Hugelsdorf,[21] dieses Gut hatte damals 604 ha, Neuhof 367 ha. Die Besitzung behielt den Status eines Rittergutes und war zuletzt im Eigentum von E. und A. Seuffert, 417 ha.

## Politik

### Gemeindevertretung und Bürgermeister
Bei der Wahl der Gemeindevertretung am 26. Mai 2019 erhielt die CDU sechs Sitze (Stimmenanteil 52,5 %), Die Linke einen Sitz (12,4 %), die „WG Bauernverband und ländlicher Raum“ zwei Sitze (22,2 %) und die Wählergruppe „OST“ einen Sitz (12,9 %). Die Wahlbeteiligung lag bei 58,5 %. Zum Bürgermeister wurde Wolfgang Pierson (CDU) mit 69,7 % der gültigen Stimmen gewählt.
Bei der Wahl der Gemeindevertretung am 9. Juni 2024 erhielt die CDU fünf Sitze (Stimmenanteil 48,5 %), die „WG Bauernverband und ländlicher Raum“ zwei Sitze (23,7 %), die Wählergruppe „FWS“ einen Sitz (7,9 %), die Wählergruppe „OST“ einen Sitz (12,6 %) und Henning Trommet einen Sitz (7,4 %). Die Wahlbeteiligung lag bei 67,1 %. Zum Bürgermeister wurde Wolfgang Pierson (CDU) mit 64,0 % der gültigen Stimmen gewählt.

### Wappen
Das Wappen wurde am 15. August 1995 durch das Innenministerium genehmigt und unter der Nr. 86 der Wappenrolle von Mecklenburg-Vorpommern registriert.
Blasonierung: „In Blau ein verbretterter silberner Turm mit einem nach unten stärker werdenden Sockel, einem Zeltdach und zwei schwarzen Fensteröffnungen, beseitet: vorn von einer goldenen Ähre, hinten von einem pfahlweise gestellten silbernen Fisch.“
Das Wappen wurde von dem Barther Wolfgang Sohn gestaltet.

## Verkehr
Seit 1895 betrieb die private Bahngesellschaft Franzburger Kreisbahnen (FKB) die Schmalspurbahnstrecke zwischen Stralsund, Barth und Damgarten mit einem Bahnhof in Saal. Seit dem 1. April 1949 wurde die Führung, wie auch die der übrigen ehemaligen Klein- und Privatbahnen im Lande, durch die Deutsche Reichsbahn übernommen. Die Stilllegung der Strecke für Saal endete 1965. Das ehemalige Bahnhofsgebäude fand eine Weiternutzung als Kindergarten Zwergenbahnhof für die Jüngsten der Gemeinde. Das letzte Relikt der ehemaligen Bahnstrecke sind die Reste der Brücke auf zwei Widerlagern aus Klinkersteinen. Die Reste eines Personenwaggons befinden sich seit 2025 zum aufwendigen Wiederaufbau auf einem privaten Grundstück in Neuendorf. Diese Erinnerungen werden wachgehalten durch eine liebevolle Restaurierung von Eisenbahn-Freunde. Im weiteren Verlauf der Trasse in Richtung Damgarten ist 2022 ein neuer Radweg entstanden.
Straßenverbindungen wie die Kreisstraße K 2 führen durch Saal von Damgarten bis Hermannshagen Heide an die L 211 sowie die K 3 von Saal bis in die Nachbargemeinde Trinwillershagen.
Busverbindungen führen u. a. nach Barth (Bahnhof, Anschluss nach Stralsund) und Ribnitz-Damgarten (Bahnhof Ribnitz-Damgarten-West, Anschluss an Fernverbindungen in Richtung Stralsund und Rostock, Schwerin, Hamburg, Stuttgart).

## Freizeit und Tourismus
Seit mehr als einem Jahrzehnt hat die Gemeinde begonnen um für die Freizeit seiner Einwohner mehr anzubieten. Durch die touristische Nutzung bei Sport und Erholung seiner Feriengäste ist die Gemeinde an der Südlichen Boddenküste ein interessantes Ziel geworden. Der Hafen in Neuendorf wurde mit neuen Liegeplätzen für Vereinsmitglieder und Gastlieger ausgebaut. Der Strandbereich wurde mit Stellplätzen für Camper erweitert und ist als Badestelle beliebt, besonders bei Windsurfern.
Der Saaler Strandbereich hat sich mit dem Wassersportcenter zu einem Hot-spot für Kitesurfer entwickelt und bietet mit dem CAMP Darßblick Naturcamping & Wassersport.
Der Angelsport hat ein breites Angebot für Mitglieder und Gäste im Boddenbereich und den Pachtgewässern der Tongruben im Portfolio.
Auf dem Gebiet der ehemaligen Ziegelei sollte ein Ferienpark Am Bodden mit exklusiven Reetvillen als Feriendomizil für Urlauber entstehen. Diese Idee ging leider nicht auf und die Gemeinde bleibt wohl noch einige Jahre auf einem verfallenden, verwahrlosten Bauplatz eines flüchtigen Investors mit seinen Ruinen sitzen.

## Sehenswürdigkeiten
→ Siehe auch Liste der Baudenkmale in Saal (Vorpommern)
- Dorfkirche Saal mit freistehendem historischen Glockenturm[23]
- Zwölf-Apostelsteine, Kultstätte aus der Mittleren- und Jungsteinzeit bei Kückenshagen[24][25]
- Turmhügel Hessenburg
- Gutshaus Hessenburg als Kranich Museum und Kranich Hotel; ein 2-gesch., 10-achsiges, saniertes Gutshaus mit Mittelrisalit.
- Hafen Neuendorf mit Stellplatz für Wohnmobile und Wasserwanderer.[26] Liegeplatz zweier Zeesenboote als Teil des Immateriellen Kulturerbes der UNESCO.[27]
- Wassersportcenter Saal[28]
- Weißstorch-Nachwuchs-Quartett 2024 in Hermannshof, Am Anger. Seit April 2025 durch das Elternpaar wieder besetzt. Zwei Jungstörche leider verstorben.
- Evangelisch-methodistische Kirche in Neuhof

## Sonstiges
Der Sage nach sollen die Vitalienbrüder unter Klaus Störtebeker die am Bodden liegende Burg noch bis 1391 genutzt haben und von dort einen Schatz unter den heutigen Glockenturm der Dorfkirche verbracht haben. 1391 wurden sie auf dem Ribnitzer See in eine Schlacht mit den Dänen verwickelt, mussten fliehen und betraten den Boden Saals nie wieder. So soll der Schatz noch immer dort liegen.
Von 2011 bis 2023 war in Saal ein Standort der Central European Petroleum GmbH (CEP), die mit einer Explorationsbohrung in 2.500 m Tiefe nach Erdöl gebohrt hatte. Die Aktivitäten wurden inzwischen eingestellt und alle Lizenzen wurden aufgegeben und der Standort vollständig zurückgebaut.
Ein kultureller Höhepunkt, im Rahmen der jahrelangen privaten Bemühungen des Eigentümers zur Erhaltung des Gutshauses, war das Sommerkonzert im Juli 2022 mit Live-Auftritten der Klaus Renft Combo.
Im Landesprogramm des NDR in der Sendung NORDMAGAZIN vom 8. Juli 2024 wurde die Dorfgeschichte: Das Leben in Neuendorf gesendet.

Bilder aus der Gemeinde
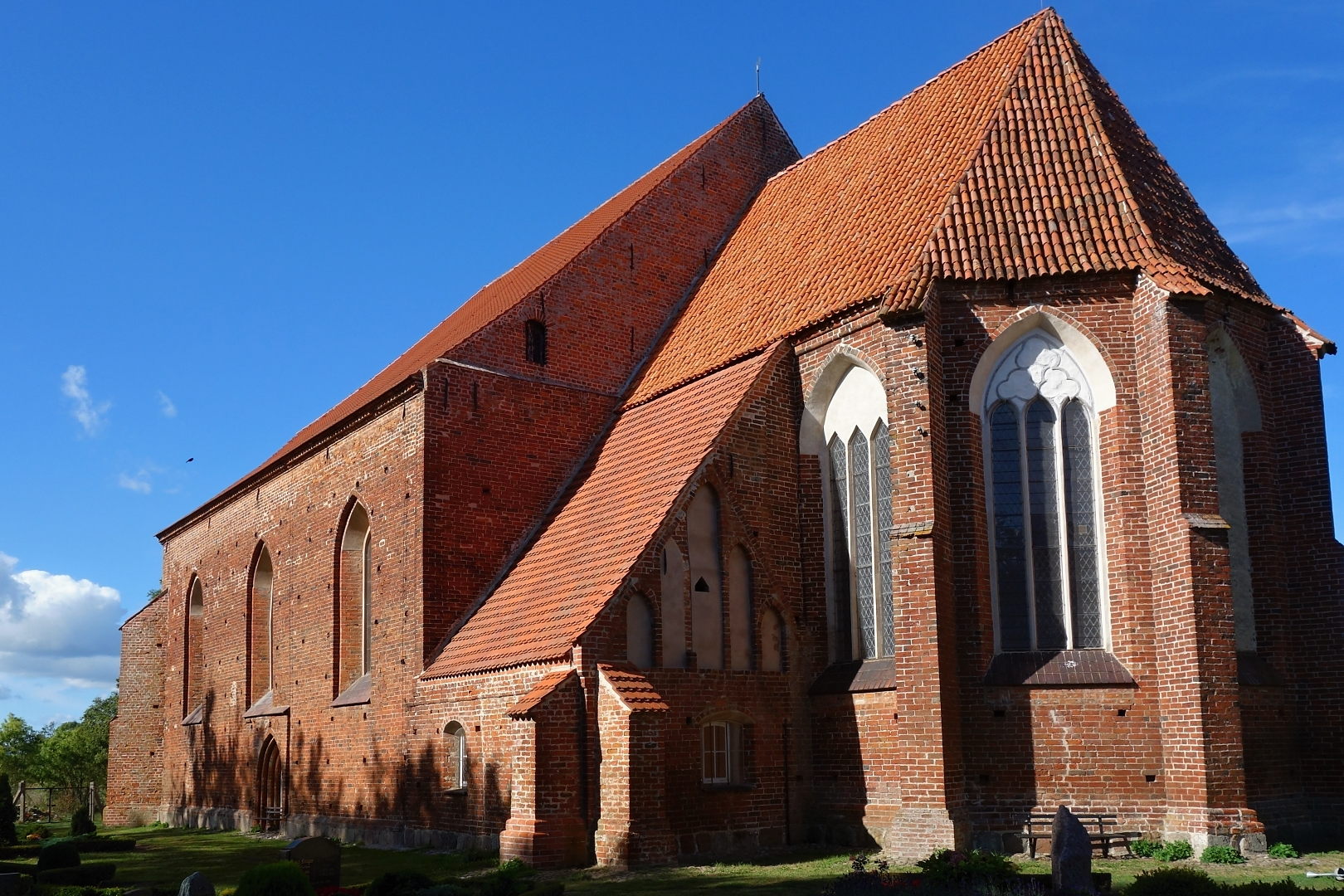
Dorfkirche Saal, 2012
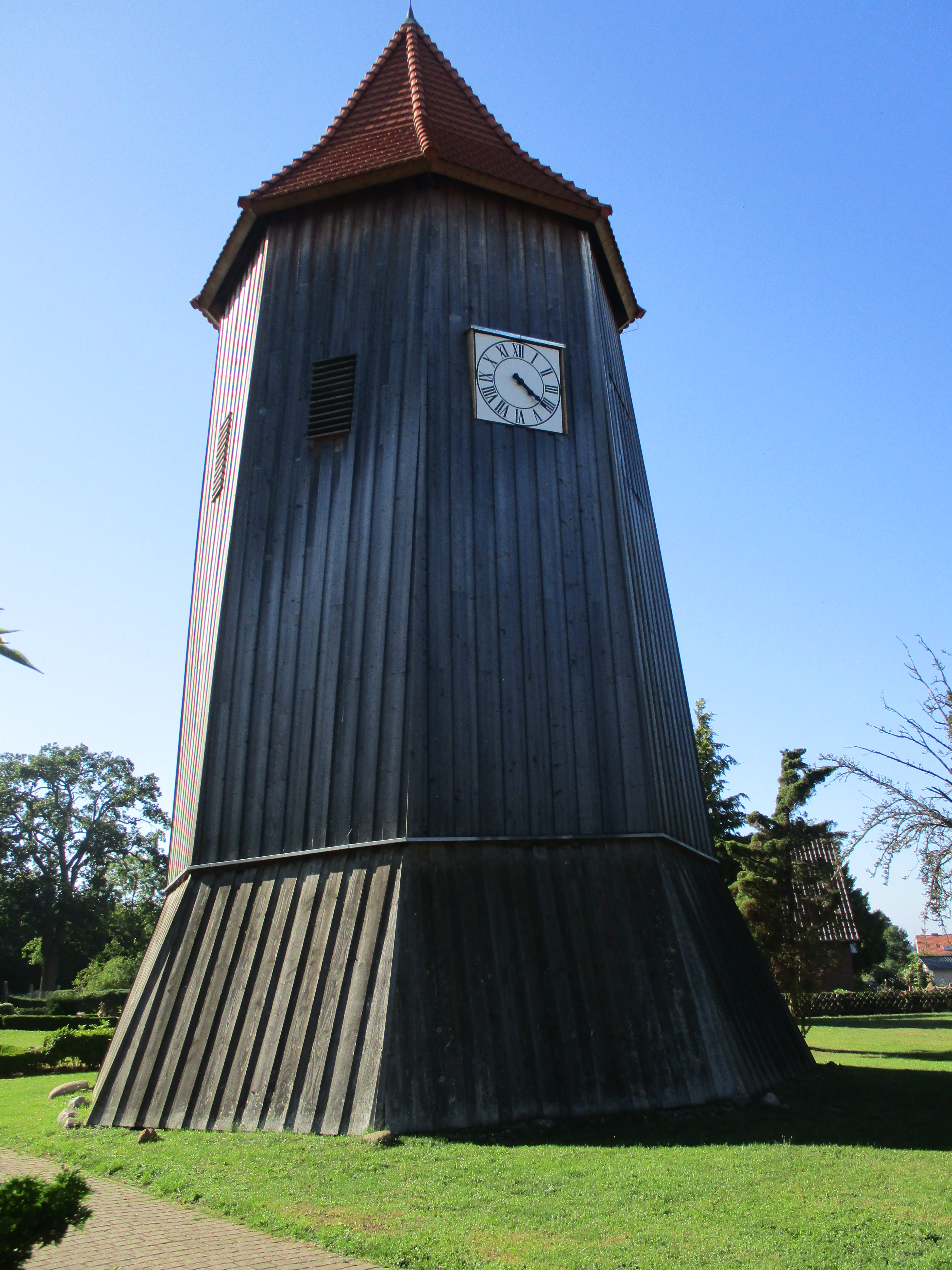
Glockenturm mit Uhr, 2022
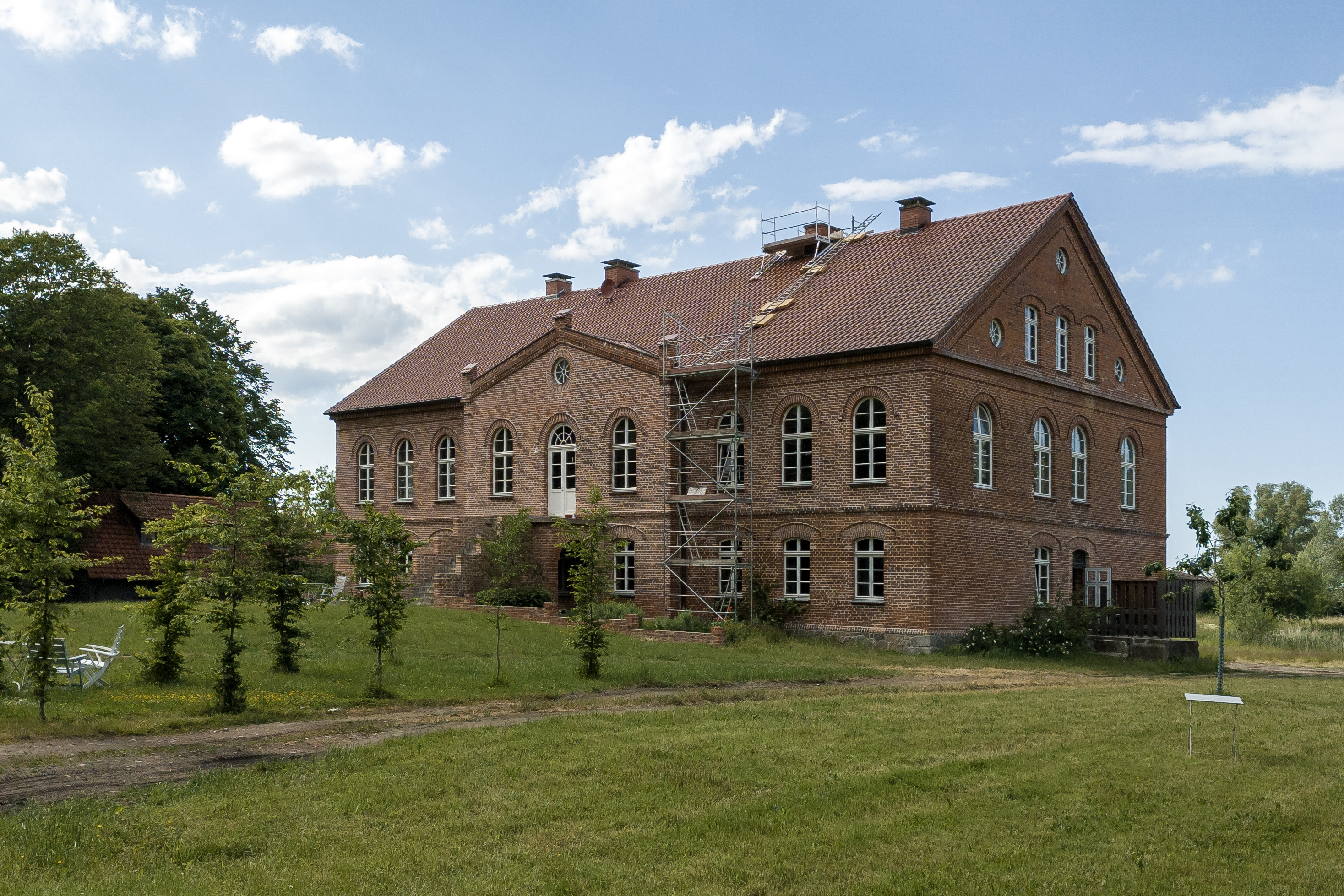
Museum und Hotel, ehem. Gutshaus Hessenburg, 2020
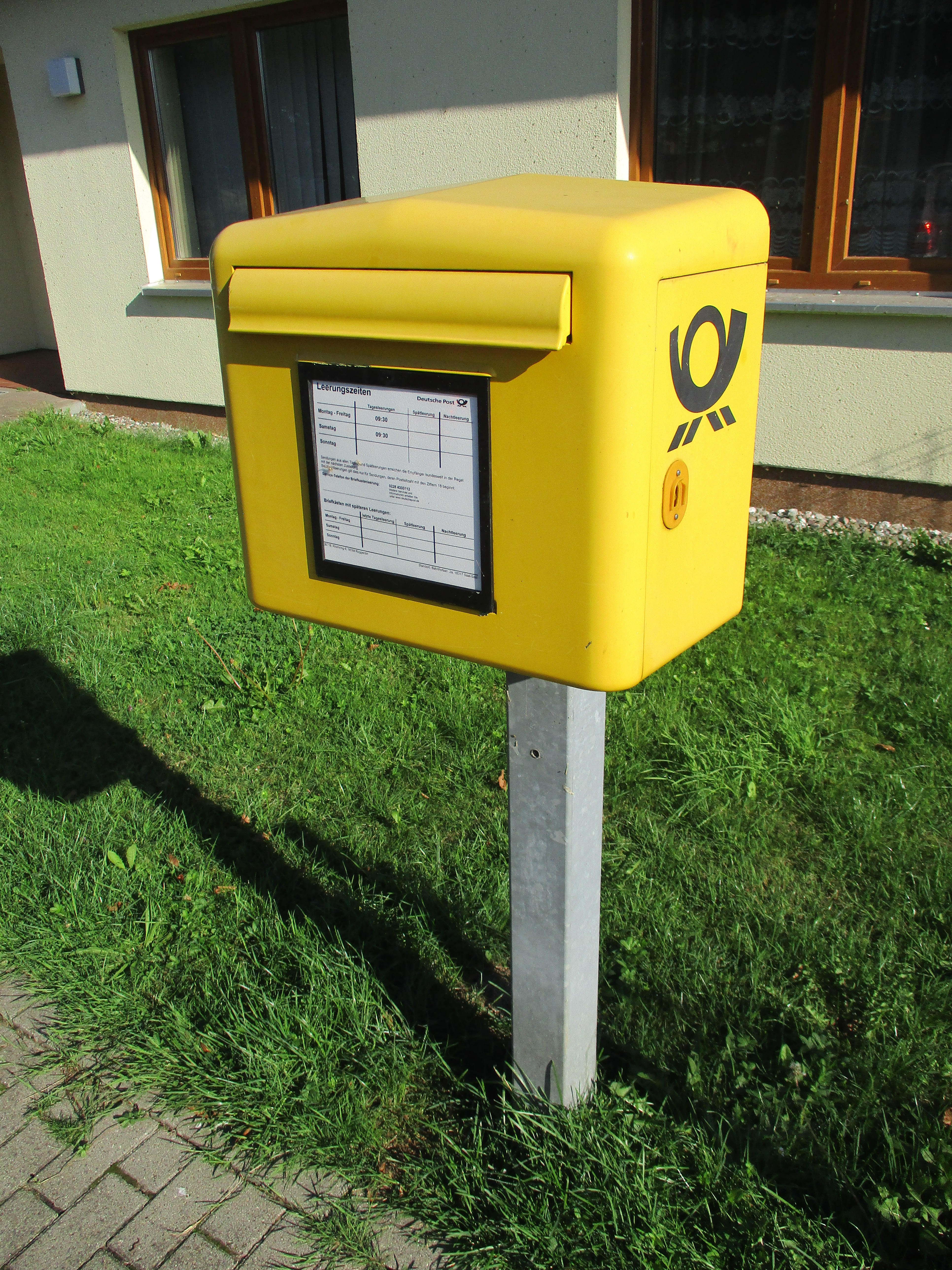
Briefkasten Saal, 2022
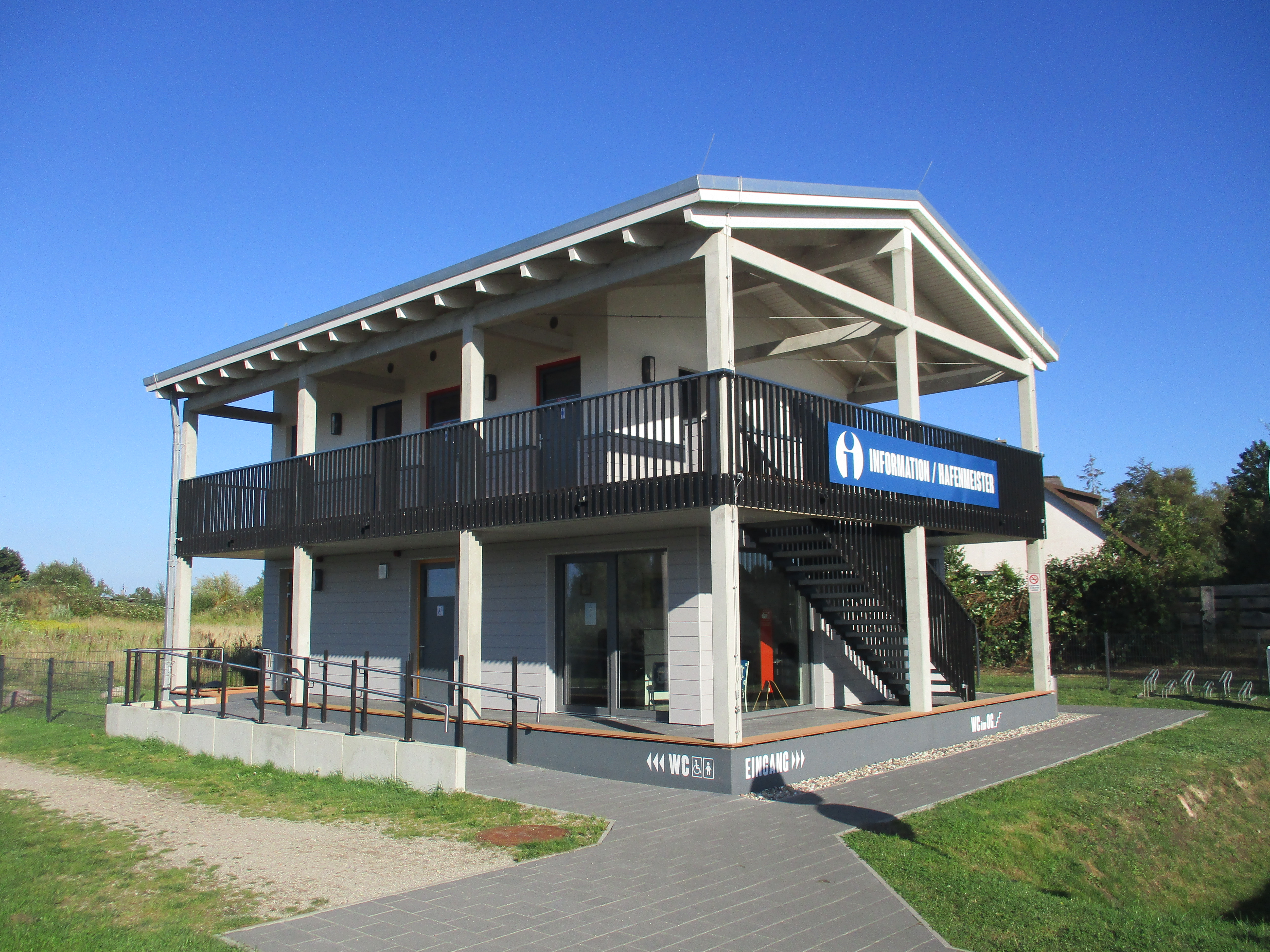
Hafen Neuendorf, 2022
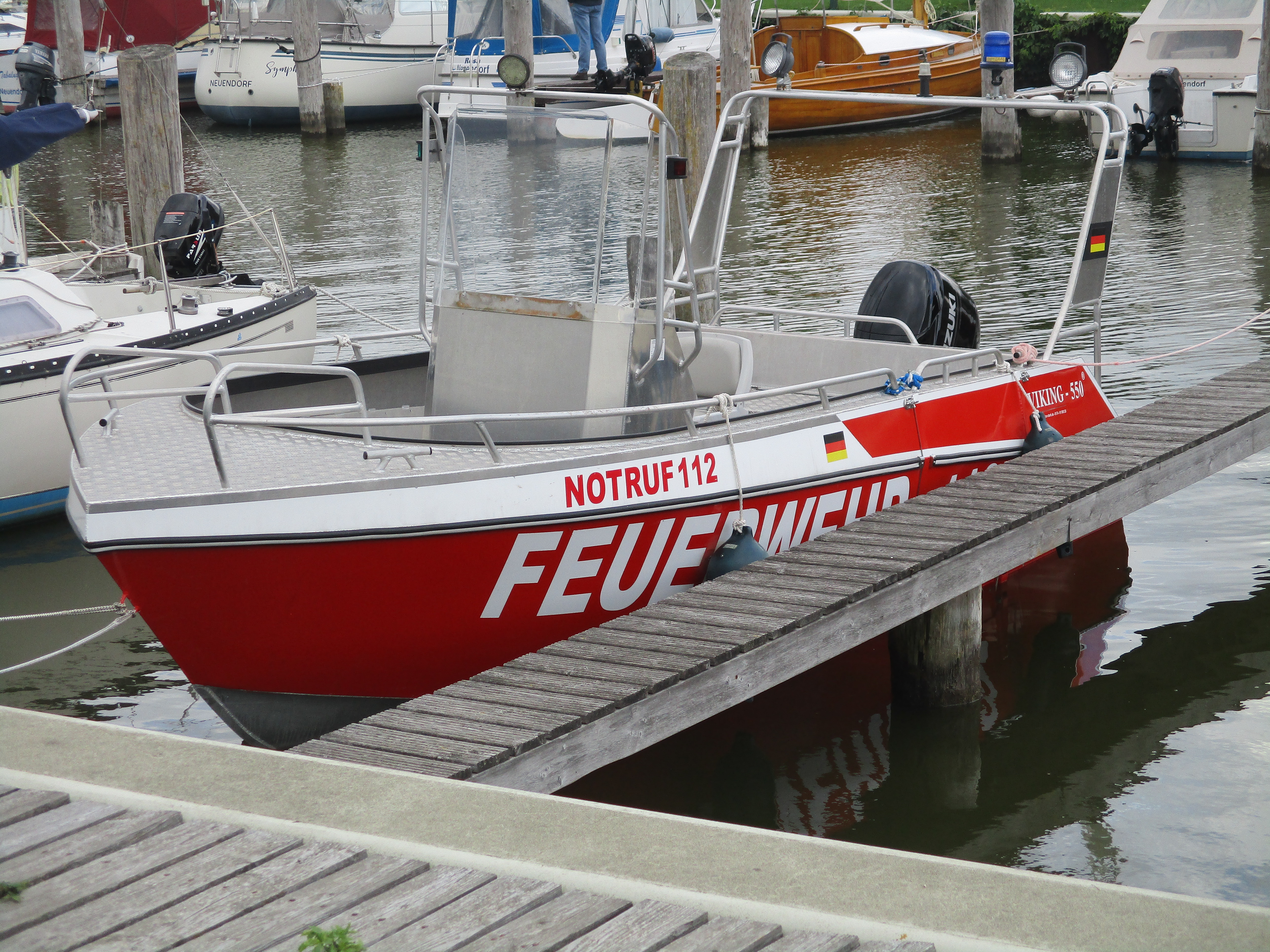
Bereitschaft im Hafen, 2022
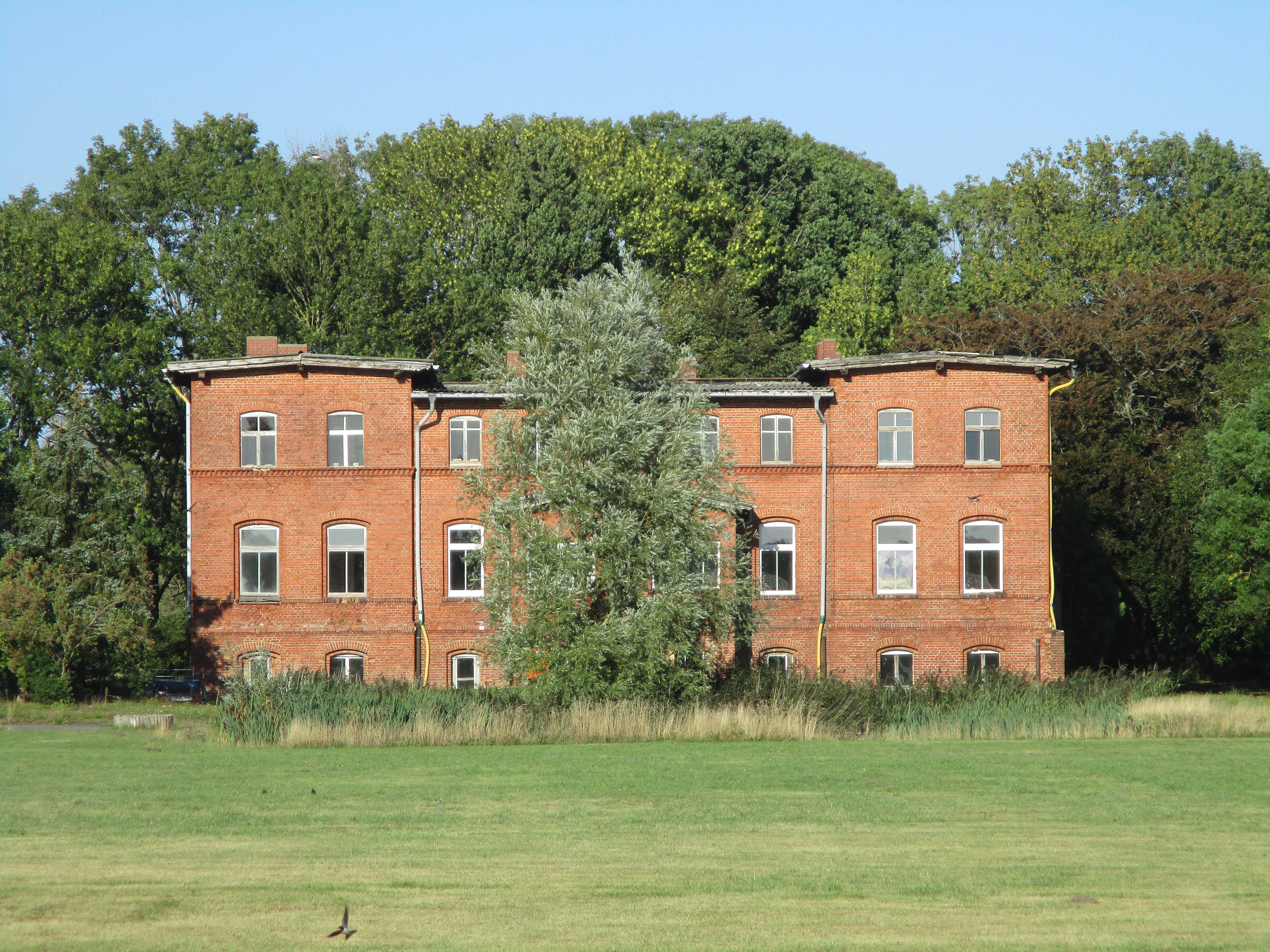
Ehemaliges Gutshaus Neuendorf, 2022
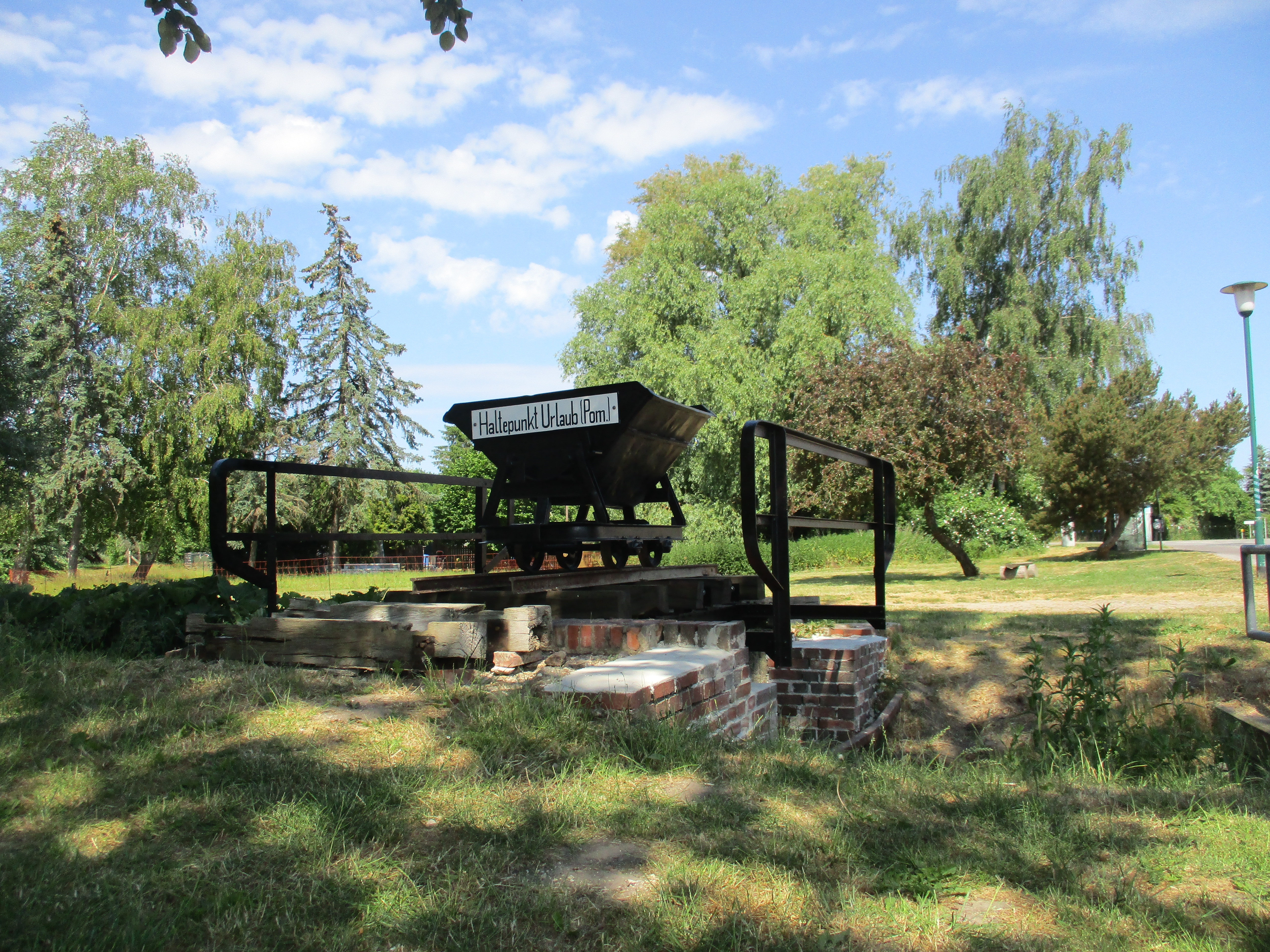
Ehemalige Bahnbrücke, 2023
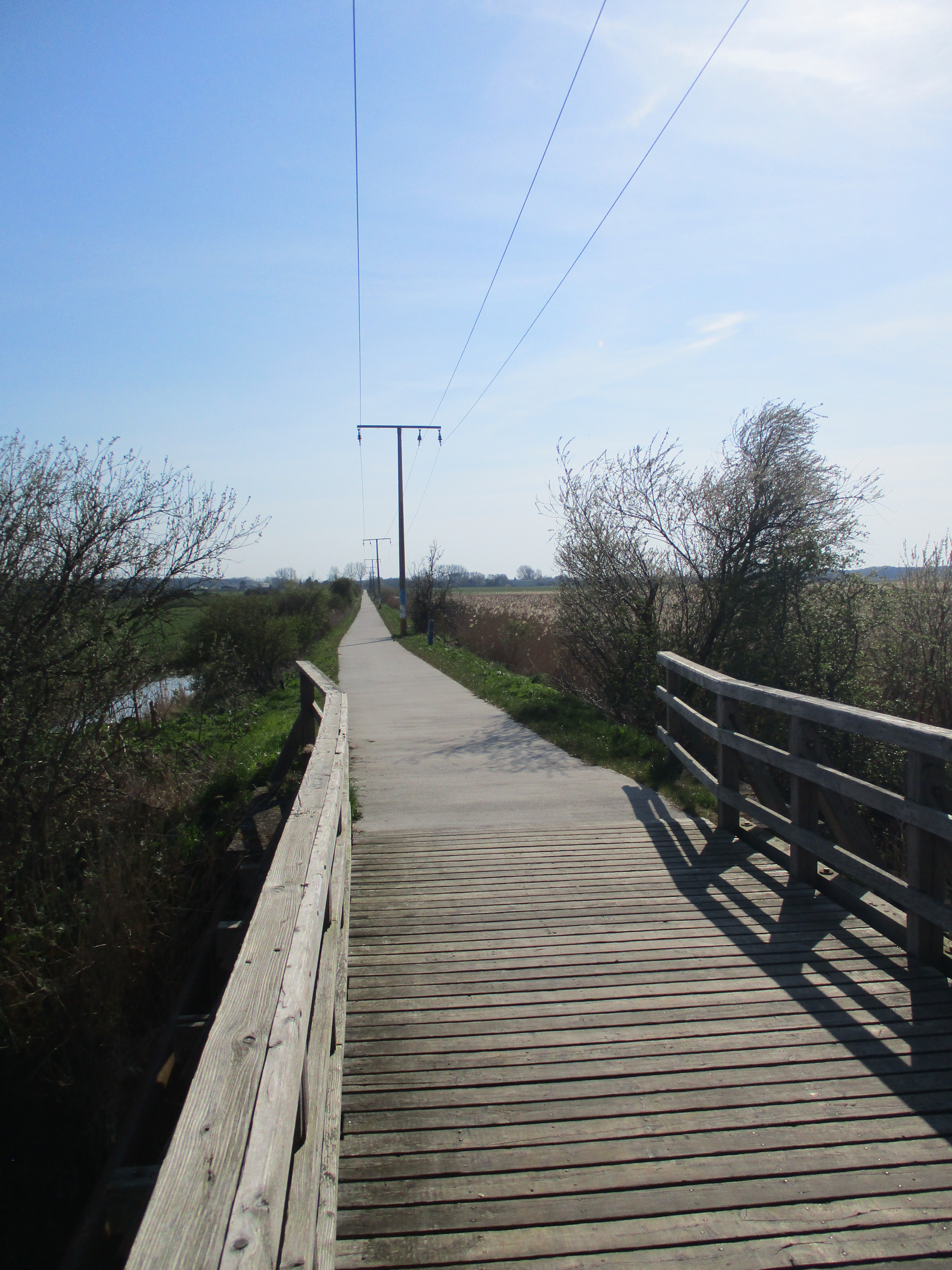
Bahndamm als Radweg, 2023
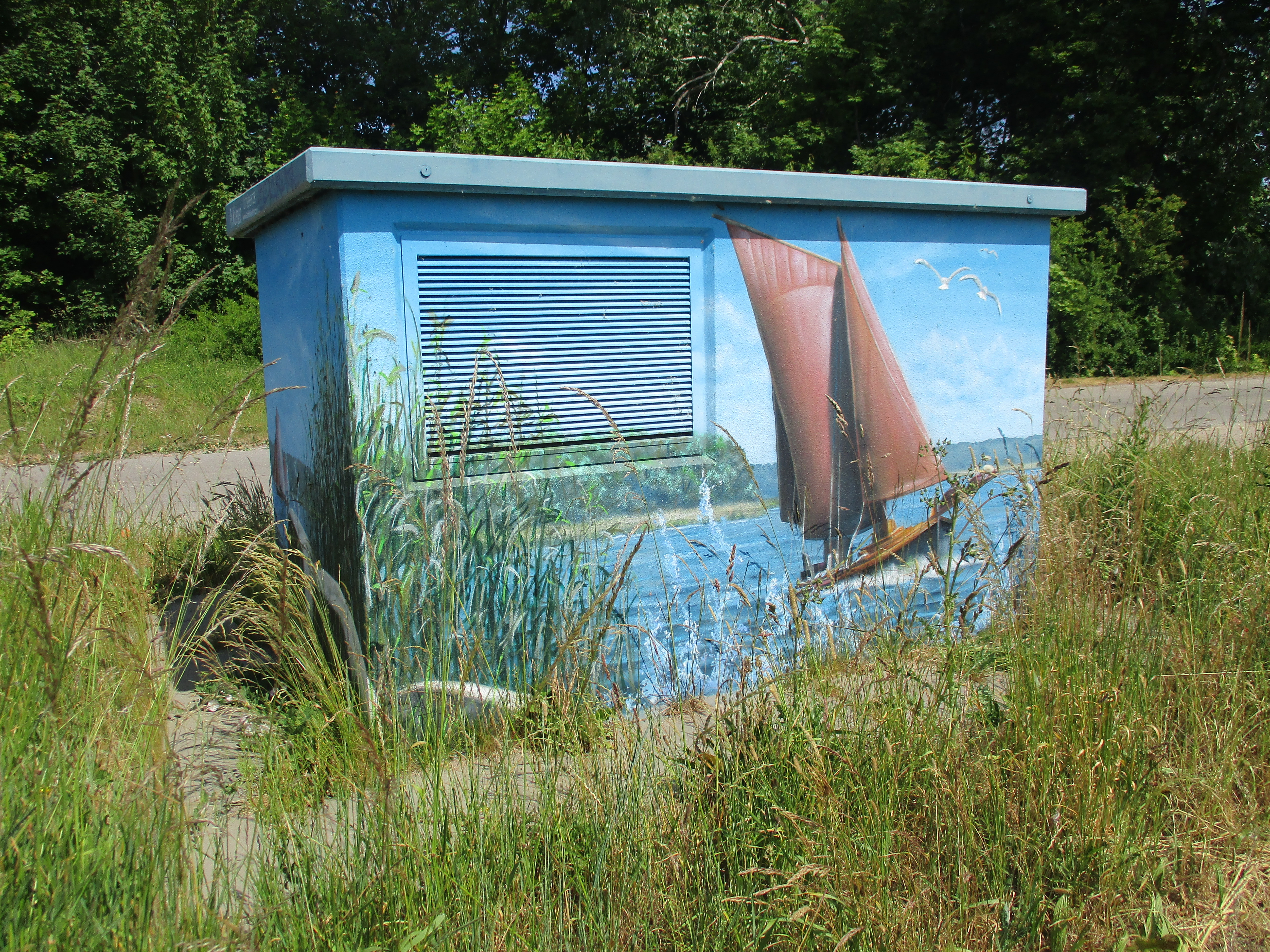
Trafo Saal mit Bemalung, 2023
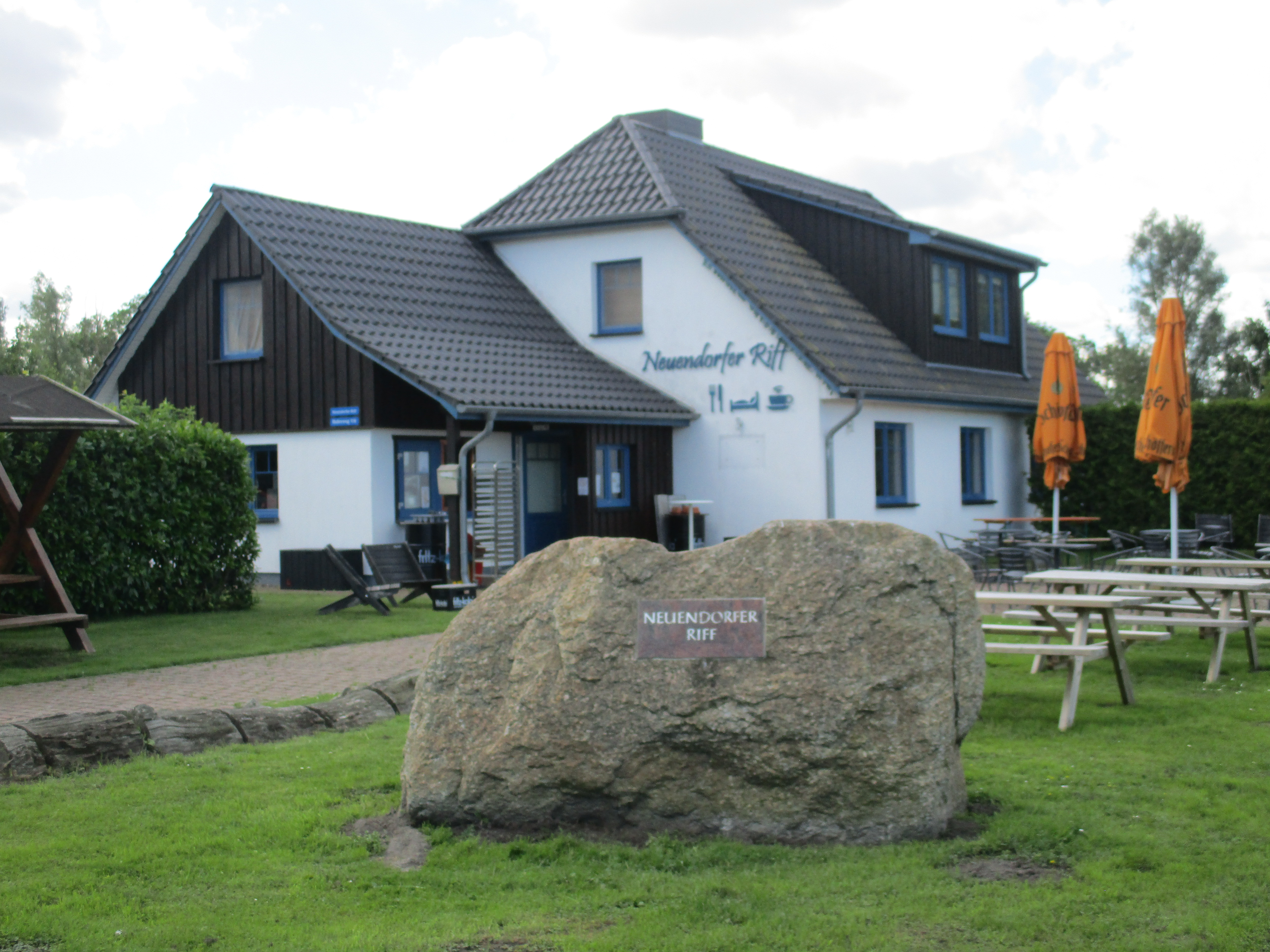
Neuendorfer Riff, 2024
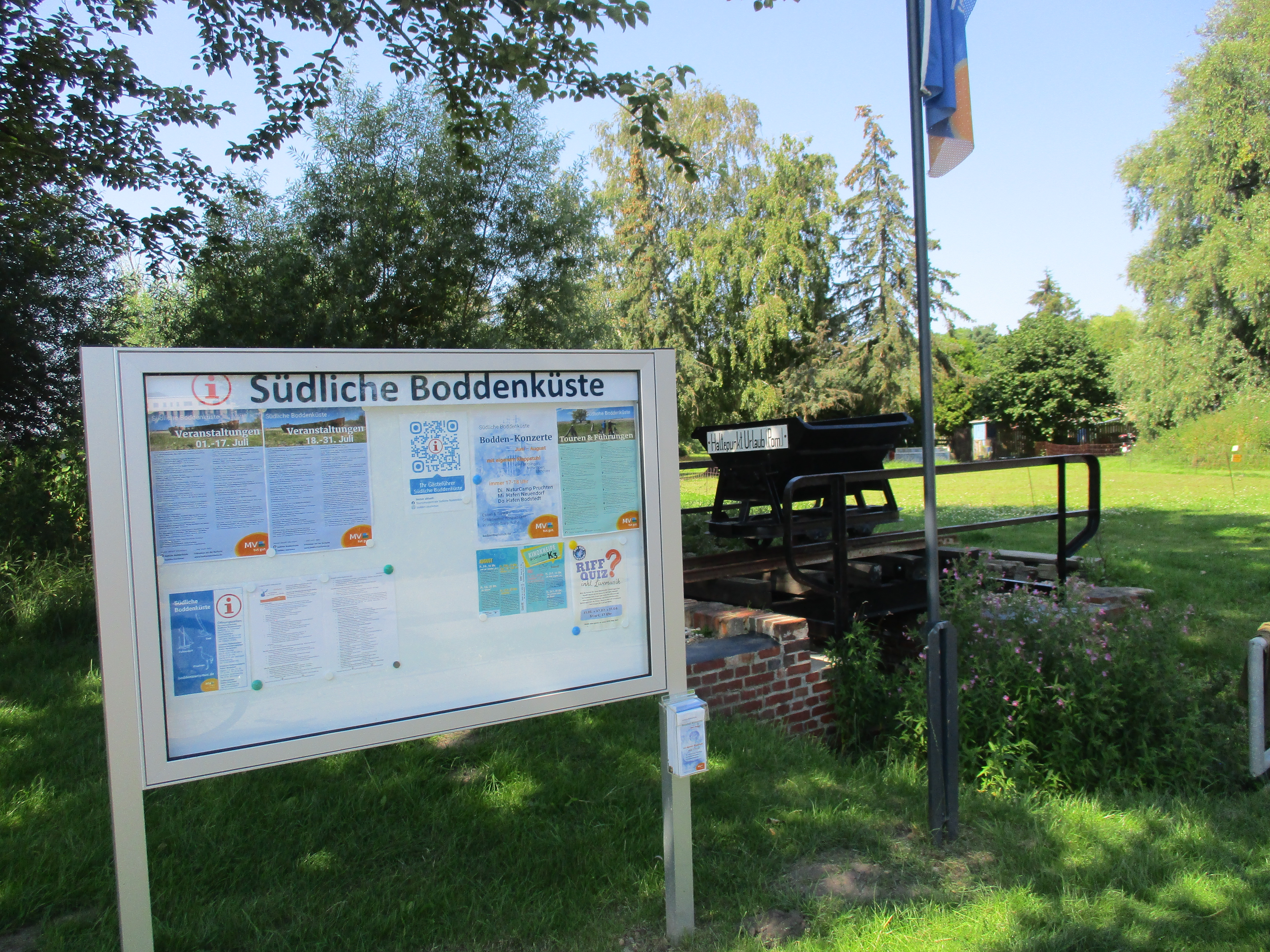
Touristeninfo, 2024
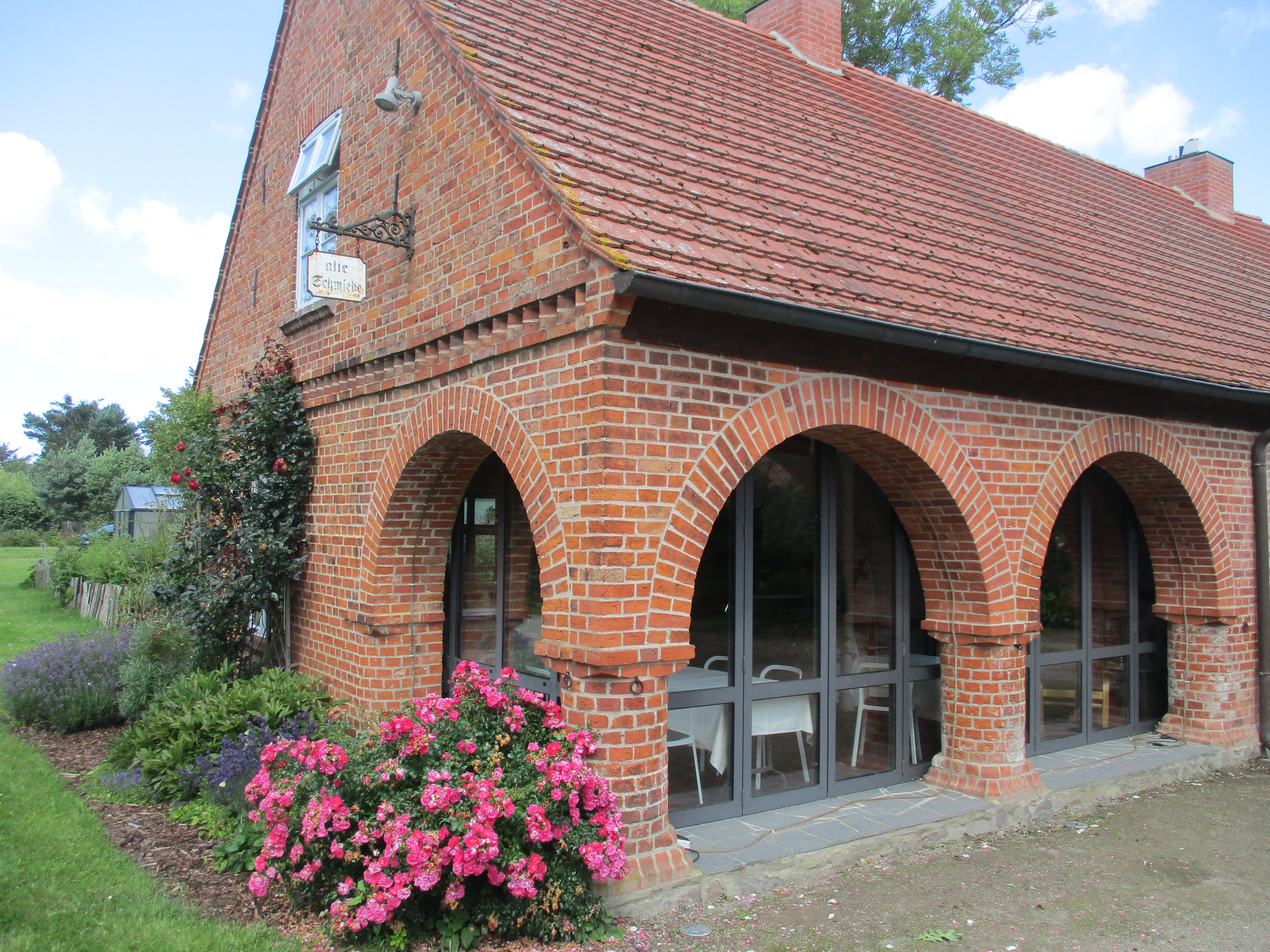
Ehem.Alte Schmiede Hessenburg, 2024
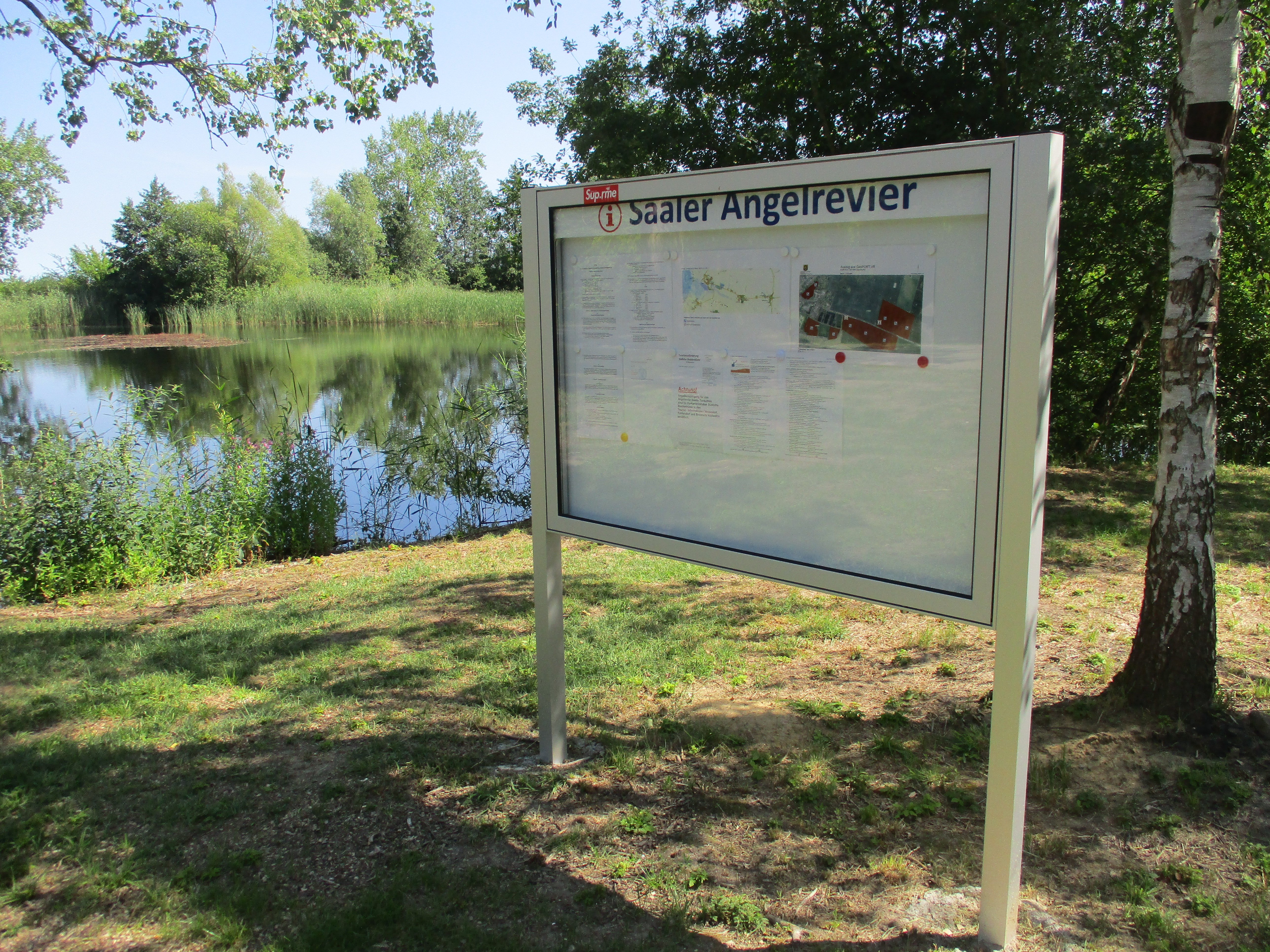
Saaler Angelrevier, 2024

## Persönlichkeiten
- Nicolaus Dierling (um 1740–1810), Schiffbaumeister und Werftbesitzer in Damgarten
- Balthasar Anton Dunker (1746–1807), deutscher Landschaftsmaler, Karikaturist und Schriftsteller
- Wilhelm Ferdinand Max Junge (1868–1913), deutscher Windjammer-Kapitän der Viermastbark Pangani der Hamburger F. Laeisz-Reederei[31]
- Wilhelm Bruhn (1869–1951), deutscher Politiker (DNVP) und Verleger, MdR.